# 바쿠테

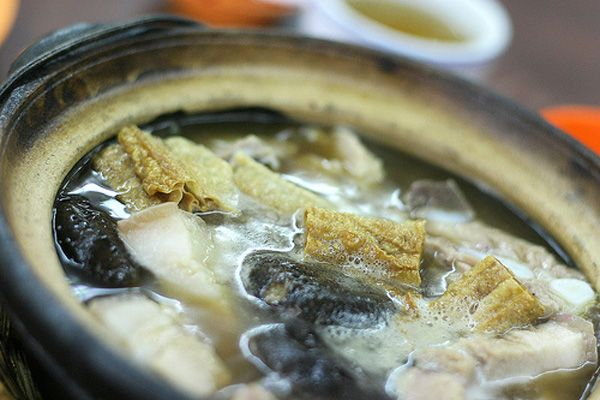
바쿠테

바쿠테(bak kut teh, 肉骨茶)는 돼지갈비를 국물에 고아 만든 음식이다. 말레이시아와 싱가포르에 뿌리를 내린 중국 복건성 출신 이민자들에 의해서 소개되었다. 두 나라 외에 태국 남부와 인도네시아의 리아우 섬 주민들도 자주 즐겨 먹는 음식 중의 하나이다. 주 재료로는 돼지갈비, 돼지부속물, 팔각회향, 계피, 정향 봉오리, 당귀, 마늘, 회향씨앗, 버섯, 과 그 외 각종 약재들을 섞어 수 시간 동안 끌여 만든다. 주로 쌀밥과 길게 두 가닥으로 반죽된 밀가루를 기름에 튀겨서 만든 유조(유티아오, 油條)와 함께 먹는다. =
요리 이름에 차 (茶)라는 단어가 들어감에도 불구하고 실제로 요리에는 “차”가 첨가되지 않는다. 대신 현지 화교들은 바꿋떼와 함께 오룡차를 같이 먹는 식습관이 전통적으로 전해 내려오고 있다.  그 외 소스로는 칠리파디(쥐똥고추, 새눈고추)라는 매운고추와 마늘에 간장을 섞은 양념장을 같이 곁들여 먹는다.

## 유래

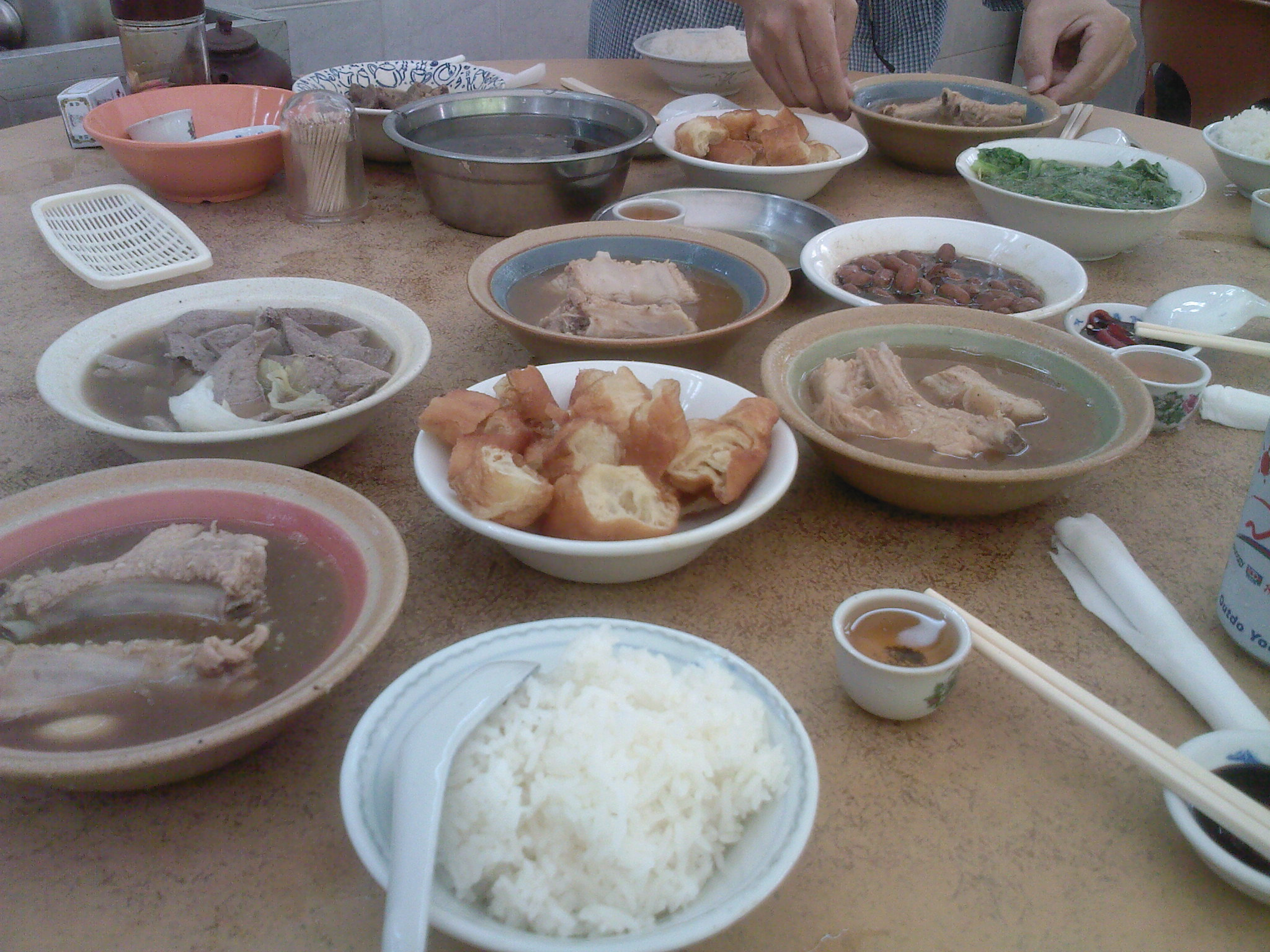

바쿠테의 유래에 대해 다양한 설이 있지만, 과거 중국 복건성 출신 이주자들에 의해 말레이시아 서부에 위치한 항구도시 클랑에서 시작 되었다는 설이 가장 일반적이다. 이는 초기 중국 이주자들 대부분이 항구에서 무거운 짐을 실어 나르는 하역일꾼들과 막노동자들로, 이들의 약해진 관절과 심신의 원기를 회복해주는 보양식으로 바꿋떼를 먹기 시작하였다고 전해진다.

## 종류

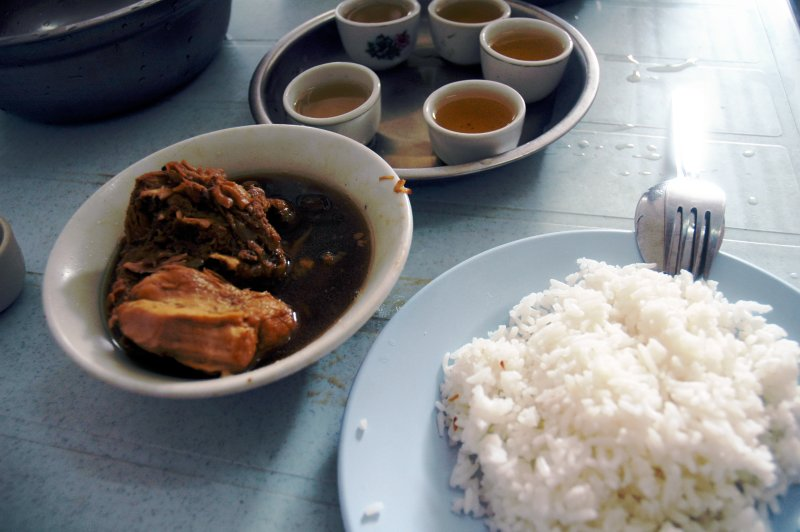

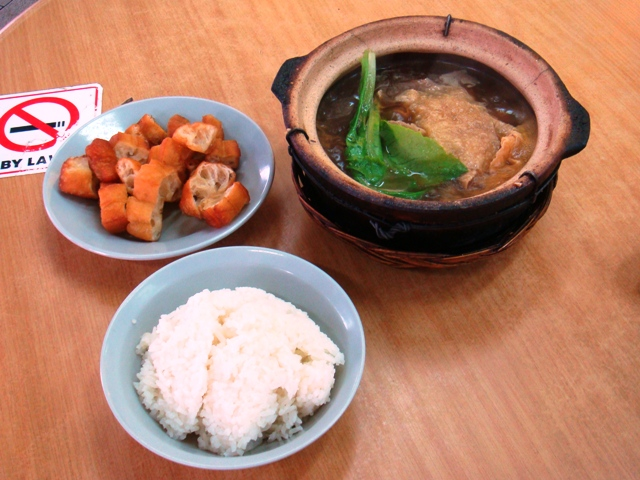

현대의 바쿠테는 크게 세 가지로 구분된다.
- Teochew (조주, 중국어: 潮州, 병음: Cháozhōu) bak kut teh- 중국의 조주 출신 이주자들에 의해 개발된 바꿋떼로서 많은 후추와 마늘을 첨가하며 색깔이 연한 것이 특징이다.
- Hokkien (복건, 중국어:  福建, 병음: Fújiàn) bak kut teh – 다량의 간장 소스를 사용하여 색깔이 탁한 것이 특징이다.
- Cantonese (광동, 중국어: 廣東, 병음: Guǎngdōng) bak kut teh –많은 약재와 향신료를 첨가하여 다른 종류의 바꿋떼에 비해 맛이 깊고 강하다.

이 밖에도 강한 불에 구기자, 오크라, 마른고추와 대추를 첨가해서 진한 간장소스에 조린 드라이 바꿋떼(Dry-bak kut teh)와 돼지고기를 금하는 무슬림들을 위한 닭고기로 만든 칙꾸떼(chik kut teh) 등이 있다.